# Саламандра джорджійська
Саламандра джорджійська (Eurycea wallacei) — вид земноводних з роду Струмкова саламандра родини Безлегеневі саламандри. Інша назва «саламандра Валласа» — на честь вченого Ґоварда Валласа.

## Опис
Загальна довжина досягає 7,5 см. За своєю будовою схожа на інших представників свого роду. Відрізняється наявністю зовнішнім зябер. Забарвлення оливкове або коричневе, іноді з темними цяточками або крапочками.

## Спосіб життя
Полюбляє карсти, печери, колодязі. Може спускатися на глибину до 70 м. Ніколи не виходить на поверхню. Активна у присмерку. Живиться дрібними безхребетними.
Це яйцекладна амфібія. Щодо парування та розмноження не достатньо відомостей.

## Розповсюдження
Мешкає на півдні штату Джорджія та на північному заході Флориди (США).